# Padre Las Casas (República Dominicana)
Padre Las Casas é um município da República Dominicana pertencente à província de Azua.
Sua população estimada em 2012 era de 40 545 habitantes.